# Desmanthus
Desmanthus es un género de  plantas con flores perteneciente a la familia Fabaceae. Contiene unas 24 especies de plantas herbáceas y arbustos. Desmanthus está relacionado con Leucaena y en apariencia es similar a Neptunia. Como las especies de Mimosa y Neptunia, las especies del género Desmanthus cierran rápidamente sus hojas al anochecer. Es originario de México, Norteamérica, Centroamérica y Sudamérica. En Cuba reciben el nombre de adormidera.

## Descripción
Son hierbas o subarbustos, con raíz axonomorfa, inermes, postrados a erectos, de 0.3–1 m de alto; plantas hermafroditas. Hojas bipinnadas, 1–7 cm de largo, pinnas 2–8 pares, de 1–3.5 cm de largo, las del par inferior con una glándula cupuliforme, orbicular u obovada entre ellas; folíolos 10–25 pares, oblongo-lineares, 2–8 mm de largo, ciliados en los márgenes; estípulas setiformes. Inflorescencias capítulos axilares, pedúnculos 1–2.5 cm de largo, comúnmente con 6–9 flores, todas fértiles o algunas basales estériles, cada flor abrazada por una bractéola linear-subulada; cáliz campanulado, 2–3 mm de largo, 5-dentado; pétalos 5, libres, 3–4 mm de largo, unguiculados en la base, blancos; estambres 10, libres, exertos; ovario bilateral, glabro, subsésil, estigma truncado. Frutos 1–6 por capítulo, lineares, 2.5–7 cm de largo y 2.5–5 mm de ancho, glabros, dehiscentes a lo largo de las valvas; semillas 10–25, oblicuas en las vainas, lenticulares, 2–3.5 mm de diámetro.
Común, a menudo ruderal, zona pacífica; 0–800 m; fl y fr a

## Taxonomía
El género fue descrito por Carl Ludwig Willdenow y publicado en Species Plantarum. Editio quarta 4(2): 888, 1044–1049. 1806.

## Especies
| - Desmanthus acuminatus Benth. - Desmanthus balsensis J.L.Contr. - Desmanthus bicornutus S.Watson - Desmanthus brevipes B.L.Turner - Desmanthus cooleyi (Eaton) Trel. - Desmanthus covillei (Britton & Rose) Wiggins ex B.L.Turner - Desmanthus fruticosus Rose - Desmanthus glandulosus (B.L.Turner) Luckow - Desmanthus hexapetalus (Micheli) J.F.Macbr. - Desmanthus illinoensis (Michx.) MacMill. ex B.L.Rob. - Desmanthus interior (Britton & Rose) Bullock - Desmanthus leptolobus Torr. & A.Gray - Desmanthus leptophyllus Kunth - Desmanthus obtusus S.Watson - Desmanthus oligospermus Brandegee - Desmanthus painteri (Britton & Rose) Standl. - Desmanthus paspalaceus (Lindm.) Burkart - Desmanthus pernambucanus (L.) Thell. - Desmanthus pringlei (Britton & Rose) F.J.Herm. - Desmanthus pubescens B.L.Turner - Desmanthus pumilus (Schltdl.) J.F.Macbr. - Desmanthus reticulatus Benth. - Desmanthus tatuhyensis Hoehne - Desmanthus tatuhyensis var. brevipes (B.L.Turner) Luckow - Desmanthus tatuhyensis var. tatuhyensis - Desmanthus velutinus Scheele - Desmanthus virgatus (L.) Willd. - Desmanthus virgatus var. depressus (Humb. & Bonpl. ex Willd.) B.L.Turner - Desmanthus virgatus var. glandulosus B.L.Turner |